# Progetti di calcolo distribuito
Nei progetti di calcolo distribuito, donatori volontari mettono a disposizione i propri dispositivi di calcolo per un determinato compito in cui è richiesta una grande potenza computazionale. 
Di seguito è riportata una lista di progetti di calcolo distribuito e di grid computing, più propriamente riferibili al volunteer computing, secondo la definizione fornita nel 1998 da Luis F.G. Sarmenta (redattore del progetto Bayanihan presso il Laboratory for Computer Science del MIT).

## Progetti attivi

### Progetti di calcolo distribuito
| Progetto                                      | Lingua    | Data lancio | Home                                                                                    | Categoria                 | Scopo del progetto | Piattaforma       |
| --------------------------------------------- | --------- | ----------- | --------------------------------------------------------------------------------------- | ------------------------- | --- | ----------------- |
| Asteroids@Home                                | (EN)      | 20-06-2012  | Università Carolina - Praga                                                             | Astronomia                | Approfondire la conoscenza delle proprietà fisiche degli asteroidi | BOINC             |
| BURP                                          | (EN)      | 2004-06-17  |                                                                                         | Arte                      | Rendering di animazioni 3D |                   |
| ClimatePrediction.net                         | (EN)      | 09-12-2003  | Oxford University                                                                       | Clima                     | Ricerca sui cambiamenti climatici | BOINC             |
| Collatz Conjecture                            | (EN)      | 06-01-2009  | Privato                                                                                 | Matematica                | Verifica della Congettura di Collatz | BOINC             |
| Cosmology@Home                                | (EN)      |             | University of Illinois at Urbana-Champaign                                              | Astrofisica               | Ricerca di un modello dell'Universo in accordo con i dati cosmologici attualmente disponibili | BOINC             |
| DENIS@Home                                    | (EN)      | 09-04-2015  | Universitad San Jorge - Saragozza                                                       | Medicina e Biologia       | Ricerca di elettrofisiologia cardiaca | BOINC             |
| Distributed.net                               |           | 28-01.1997  | Privato                                                                                 | Crittografia e Matematica | Ricerca per il regolo di Golomb ottimale e la rottura della crittografia con sistema RC5 a 72 bit. |                   |
| Einstein@Home                                 | (EN)      | 08-11-2004  | University of Wisconsin–Milwaukee, Max Planck Institute                                 | Astrofisica               | Ricerca di pulsar e onde gravitazionali | BOINC             |
| Electric Sheep                                | (EN)      | 1999        | Privato                                                                                 | Arte                      | Progetto per creare animazioni astratte chiamate "sheep" |                   |
| Evolution@home                                | (EN)      |             | Privato                                                                                 | Biologia                  | Progetto per la comprensione dell'evoluzione |                   |
| Fermat Search                                 | (EN)      |             | Privato                                                                                 | Matematica                | Ricerca dei divisori dei Numeri di Fermat |                   |
| Folding@home                                  | (EN)      | 01-10-2000  | Stanford University                                                                     | Biologia                  | Approfondire le conoscenze sul folding delle proteine ed altre dinamiche molecolari |                   |
| Genoma in 3D                                  | (IT)      | 2019        | Fondazione Vodafone Italia e Fondazione AIRC                                            | Medicina e Biologia       | L’app sfrutta la potenza di calcolo del tuo smartphone per accelerare la ricerca sul cancro. (Progetto completato) | Vodafone DreamLab |
| L'esploratore delle cellule tumorali (Fase 2) | (IT),(EN) | 2022        | Fondazione Vodafone Italia e Fondazione AIRC                                            | Medicina e Biologia       | L’app sfrutta la potenza di calcolo del tuo smartphone per accelerare la ricerca sul cancro. L'obiettivo del progetto è la caratterizzazione dell'ecosistema tumorale ed in particolare delle relazioni tra sistema immunitario e cellule tumorali, grazie alla combinazione di 3 approcci tecnologici all'avanguardia. | Vodafone DreamLab |
| GIMPS                                         | (EN)      | 1996        | Privato                                                                                 | Matematica                | Ricerca di un numero primo di Mersenne più grande |                   |
| Leiden Classical                              | (EN)      | 12-05-2005  | Università di Leida                                                                     | Chimica Fisica            | Simulazioni di chimica e meccanica classica | BOINC             |
| MilkyWay@home                                 | (EN)      |             | Rensselaer Polytechnic Institute                                                        | Astronomia                | Creazione di un modello tridimensionale della nostra galassia | BOINC             |
| Muon1                                         | (EN)      |             | Privato                                                                                 | Fisica                    | Simulazione per progettazione di parte di un acceleratore di particelle da utilizzare per misurare la massa dei neutrini |                   |
| [NFS@Home                                     | (EN)      |             | California State University - Fullerton                                                 | Matematica                | Fattorizzazione di grandi numeri | BOINC             |
| PlanetQuest                                   | (EN)      |             | Privato                                                                                 | Astronomia                | Creazione di un osservatorio astronomico virtuale |                   |
| POEM@Home                                     | (EN)      |             | Università di Karlsruhe                                                                 | Biologia molecolare       | Ricerca per approfondire le strutture e le funzioni di biomolecole | BOINC             |
| PrimaBoinca                                   | (EN)      |             | Hochschule RheiMain - University of Applied Sciences - Wiesbaden Russelsheim Geisenheim | Matematica                | Verifica della congettura di Agrawall e della congettura di Popovych | BOINC             |
| RNA World                                     | (EN)      |             | Privato. Rechenkraft.net                                                                | Biologia molecolare       | Bioinformatica per lo studio della struttura dell'RNA | BOINC             |
| Rosetta@home                                  | (EN)      |             | University of Washington                                                                | Biologia molecolare       | Predire la struttura delle proteine per ricerche mediche | BOINC             |
| QMC@home                                      | (EN)      | 13-11-2007  | Università di Karsluhe                                                                  | Chimica                   | Ricerca di materiali per batterie di veicoli elettrici e di farmaci con l'uso di computazioni quanto-meccaniche | BOINC             |
| SETI@home                                     | (EN)      | 17-05-1999  | University of California - Berkeley                                                     | Astrobiologia             | Ricerca di intelligenze extra-terrestri | BOINC             |
| theSkyNet                                     | (EN)      | 13-09-2011  | International Centre for Radio Astronomy Research                                       | Astronomia                | Studio di segnali radio-astronomici | BOINC             |

### Progetti di Grid computing
I progetti di grid computing sono tipicamente progetti "ombrello" costituiti da numerosi sottoprogetti appartenenti a diverse aree di ricerca.
| Progetto             | Lingua | Data lancio | Home                                                                                      | Categoria                  | Scopo del progetto | Piattaforma |
| -------------------- | ------ | ----------- | ----------------------------------------------------------------------------------------- | -------------------------- | --- | ----------- |
| Citizen Sciece Grid  | (EN)   | 23-04-2013  | University of North Dakota                                                                | Ambiti vari                | Progetto di computer grid per la ricerca in varie aree tematiche, dal dna al birdwatching scientifico | BOINC       |
| GPUGrid              | (EN)   | 05-12-2007  | Barcelona Biomedical Research Park                                                        | Biologia molecolare        | Progetto di ricerca in ambito biomedico di simulazioni molecolari per la comprensione della funzione delle proteine | BOINC       |
| LHC@home             | en     | 2016        | Cern                                                                                      | Fisica                     | Ha riunito tutti i vari progetti riguardanti l'acceleratore LHC, come Test4Theory, CMS@Home, Sixtrack, ATLAS@Home, ecc. | BOINC       |
| PrimeGrid            | (EN)   | 14-07-2005  | Privato                                                                                   | Matematica                 | Progetto di computer grid in ambito matematico per la ricerca del più grande numero primo e di numeri primi particolari quali i primi del tipo del numero di Thabit noto anche come numero-321, i primi di Cullen/primi di Woodall, i primi di Proth, i numeri primi di Sierpinski, i primi di Sophie Germain ed altro. Tra i sottoprogetti vi sono anche i progetti Seventeen or Bust e Riesel problem | BOINC       |
| SZTAKI Desktop Grid  | (EN)   | 08-07-2005  | Laboratory of Parallel and Distributed Systems - Hungarian Academy of Sciences - Budapest | Matematica Fisica Biologia | Progetto di computer grid per la ricerca in ambito matematico, fisico e biologico | BOINC       |
| World Community Grid | (EN)   | 2004        | IBM Corporate Citizenship                                                                 | Ambiti vari                | Progetto di computer grid per la ricerca in varie aree tematiche quali la ricerca medica, biologica, ambiente ed altro | BOINC       |

## Progetti non attivi

### Completati
- Distributed Folding (EN)  stava facendo un lavoro simile a quello di Folding@home, ma con un algoritmo genetico per migliorare i risultati nel tempo. Distributed Folding è stato chiuso il 5 ottobre 2004.
- Find-a-drug Organizzazione no-profit che tenta di scoprire nuovi farmaci. I risultati iniziali sui progetti contro il Cancro e l'HIV erano promettenti. Il progetto è stato terminato il 16 dicembre 2005
- Grid.org (EN)  piattaforma di calcolo distribuito per studi di ricerca su larga scala (la maggior parte di medicina) con oltre tre milioni di computer. Completato il 27 aprile 2007.
- HashClash (EN)  Gira su BOINC, intende chiarificare le vulnerabilità dell'MD5 usando la tecnica di Wang et al. per trovare collisioni più flessibili. Il progetto è stato completato il 12 ottobre 2006, i risultati sono stati pubblicati su http://www.win.tue.nl/hashclash/TargetCollidingCertificates/ ed accettati da EuroCrypt il 7 febbraio 2007
- Lifemapper Atlante elettronico delle diversità biologiche della terra.
- (EN) D2OL cerca di scoprire dei principi attivi da impiegare in farmaci contro Malaria, Antrace, Vaiolo, Ebola, SARS e Influenza aviaria.
- (EN) Twin Internet Prime Search progetto per la ricerca di grandi gemelli primi nella forma {\displaystyle k\cdot 2n+1} e {\displaystyle k\cdot 2n-1}
- (EN) Human Proteome Folding Project un progetto di collaborazione tra il World Community Grid e Rosetta@home.
- (EN) United Devices attraverso lo studio di alcune molecole, vuole combattere il cancro. Completato ad aprile 2007.

### Interrotti
- Amoeba lo scopo del progetto era lo sviluppo di un sistema operativo timesharing che però apparisse all'utente come una singola macchina. Fermo dal 12 febbraio 2001.
- (EN) NanoHive@home simulazioni ed analisi di sistemi nanotecnologici.
- (EN) Predictor@home progetto con lo scopo di testare e sviluppare nuovi algoritmi per predire la struttura delle proteine conosciute e non.
- (EN) Riesel Sieve Project progetto per determinare il più piccolo numero di Riesel. Progetto chiuso nel giugno 2008.
- (EN) Screensaver Lifesaver era un progetto che usa il tempo di screensaver per combattere il cancro, è stato terminato il 27 aprile 2007.
- (EN) SIMAP progetto con lo scopo di creare un database pubblico contenente le similitudini fra proteine.
- (EN) μFluids simulazione del comportamento di fluidi a due fasi in condizioni di microgravità e microfluidità.
- Docking@Home — modella il docking proteina-ligando.
- The Internet Movie Project (IMP) (EN) Progetto per creare film animati di pubblico dominio. Volontario, chiunque può contribuire come artista o fornire potenza di calcolo. Utilizza il programma POV-Ray.
- (EN) Orbit@home usa la ricostruzione e simulazione orbitale per valutare i danni di un eventuale impatto sulla terra degli "oggetti vicini alla terra".
- Africa@home è un sito che raccoglie progetti per risolvere i problemi umanitari e di salute degli africani.
- (EN) Malariacontrol.net progetto per combattere la Malaria sviluppato per Africa@home.
- (EN) FightAIDS@Home un progetto per combattere l'HIV. Da novembre 2005, fa parte del World Community Grid.
- Spinhenge@Home (DE, EN, RU)  fornisce la necessaria potenza di calcolo per lo studio di molecole magnetiche da usare in ingegneria molecolare, un'importante applicazione della nanotecnologia.
- (EN) CommunityTSC usa il software Sengent per ricercare delle medicine con le quali curare i pazienti affetti da Tubercolosi sclerotica (TSC).
- (DE, EN) Chess960@home mira a creare un vasto database di partite complete di Scacchi960.
- (EN) ChessBrain Usa la potenza di calcolo dei volontari per creare un enorme computer per gli scacchi.
- SETI@home: Ricerca di segnali radio extraterrestri. Sospeso dal 3 marzo 2020.

## Progetti correlati
| Progetto                                      | Lingua               | Data lancio | Home                | Categoria  | Scopo del progetto                                                           | Sensore       | Piattaforma |
| --------------------------------------------- | -------------------- | ----------- | ------------------- | ---------- | ---------------------------------------------------------------------------- | ------------- | ----------- |
| DIMES                                         | (ES, EN, FR, HE, ZH) | 01-11-2009  |                     |            | Mappare la struttura e l'evoluzione della struttura di Internet              |               |             |
| Majestic-12 Distributed Search Engine project | (EN)                 |             |                     |            | Creazione di un motore di ricerca                                            |               |             |
| Quake-catcher network                         |                      | 03-02-2008  | Stanford University | Sismologia | Rilevamento di terremoti tramite l'uso di accelerometri collegati a computer | Accelerometro | BOINC       |
| Radioactive@home                              | (EN)                 |             |                     | Fisica     | Creazione di una mappa delle radiazioni gamma                                | Sensore gamma | BOINC       |

## Piattaforme di calcolo distribuito
I seguenti progetti sono generiche piattaforme software usate per implementare alcuni dei progetti visti nella precedente sezione.
- Berkeley Open Infrastructure for Network Computing (BOINC) (EN)  sviluppato da un gruppo di lavoro dell'Università di Berkley per gestire progetti di ricerca che richiedono una potenza di calcolo.
- (EN)  Charity Engine: sviluppata su BOINC supporta alcuni dei suoi progetti.
- (EN)  Condor è uno scheduler che sfrutta il calcolo distribuito.
- (EN)  GreenTea Computing: piattaforma Java decentralizzata scritta in Java.
- (EN)  Java Heterogeneous Distributed Computing Platform: piattaforma di calcolo distribuito generica adattabile per implementare soluzioni distribuite per i propri software.
- (EN) Sun Grid Engine progetto Open Source supportato da Sun Microsystems teso a realizzare un sistema Grid.

## Progetti di infrastruttura
Questi progetti cercano di creare grandi infrastrutture fisiche di calcolo fruibili dai ricercatori:
- (EN)  InteliGrid: struttura per interoperabilità in complesse industrie di settori come edilizia e aeronautica.
- (EN)  Teragrid: la più grande infrastruttura di grid computing americana.
- (EN)  Deisa: la più grande infrastruttura di grid computing europea.
- (EN)  Open Science Grid: infrastruttura nazionale americana costruita per fornire potenza di calcolo alla ricerca nelle università.
- (EN)  SARA Computing and Networking Services in Netherlands: Infrastruttura di calcolo per le aziende.

## Progetti fondati dall'Unione europea
- (EN)  CoreGRID  "European Research Network on Foundations, Software Infrastructures and Applications for large scale distributed, Grid and Peer-to-Peer Technologies".
- (EN)  K-WF Grid (Knowledge-based Workflow System for Grid Applications) progetto europeo con l'obiettivo di creare una conoscenza di base sui sistemi Workflow per le applicazioni distribuite.
- (EN)  NextGRID progetto europeo per ricercare e standardizzare la nuova generazione di grid.